# Bisztami
Bisztami (arab. بشتامى) – miejscowość w Egipcie, w muhafazie Al-Minufijja. W 2006 roku liczyła 8121 mieszkańców.